# Phạm Ngọc Nguyên
Phạm Ngọc Nguyên (sinh năm 1949), là một tướng lĩnh Quân đội nhân dân Việt Nam, hàm Thiếu tướng, nguyên Phó Tư lệnh Quân chủng Phòng không-Không quân (2005-2009), nguyên Sư đoàn trưởng Sư đoàn Phòng không 356, Chủ nhiệm Hậu cần Quân chủng.

## Thân thế và sự nghiệp
Ông sinh ngày 2 tháng 9 năm 1949, quê tại thôn Dưỡng Thông, xã Thượng Hiền, huyện Kiến Xương, tỉnh Thái Bình. Ông là con trai Thượng tướng Phạm Ngọc Mậu.
Nhập ngũ ngày 1 tháng 8 năm 1967, được kết nạp vào Đảng ngày 8 tháng 4 năm 1975 (chính thức 8.4.1976).
Tháng 8 năm 1967, nhập ngũ tại trường Văn hoá Quân đội thuộc Tổng cục Chính trị, Bộ Quốc phòng.
Tháng 10 năm 1967, học viên Trường Cao đẳng Phòng không Ô-đéc-xa (Liên Xô)
Tháng 10 năm 1973, sĩ quan điều khiển Đại đội 1, Tiểu đoàn 84, Trung đoàn Tên lửa 238, Quân chủng Phòng không-Không quân
Tháng 4 năm 1974, Đội cải tiến Tên lửa, Xưởng A-31, Quân chủng Phòng không-Không quân
Tháng 7 năm 1975, trợ lý kỹ thuật Trung đoàn Tên lửa 267, Quân chủng Phòng không-Không quân
Tháng 4 năm 1976, học viên đào tạo cán bộ chỉ huy Trường Phòng không, Quân chủng Phòng không-Không quân
Tháng 8 năm 1977, đại đội trưởng Đại đội 1, Tiểu đoàn 63, Trung đoàn Tên lửa 236, Sư đoàn Phòng không 361, Quân chủng Phòng không
Tháng 3 năm 1978, tiểu đoàn phó Tiểu đoàn 63, Trung đoàn Tên lửa 236, Sư đoàn Phòng không 361, Quân chủng Phòng không
Tháng 5 năm 1979, tiểu đoàn trưởng, Tiểu đoàn 161, Trung đoàn Tên lửa 236, Sư đoàn Phòng không 361, Quân chủng Phòng không
Ngày 20 tháng 6 năm 1980, trung đoàn phó kỹ thuật kiêm chủ nhiệm kỹ thuật Trung đoàn Tên lửa 276, Quân chủng Phòng không
Tháng 9 năm 1981, ông đi học tại Học viện Phòng không Ka-li-nin (Liên Xô)
Tháng 9 năm 1983, ông là Trung đoàn phó Trung đoàn Tên lửa 276, Quân chủng Phòng không
Tháng 11 năm 1984, ông là Trung đoàn trưởng Trung đoàn Tên lửa 276, Sư đoàn Phòng không 365, Quân chủng Phòng không
Tháng 1 năm 1988, ông là Tham mưu phó Sư đoàn Phòng không 365, Quân chủng Phòng không
Tháng 4 năm 1989, ông đi học bổ túc chiến thuật phòng không tại Liên Xô
Ngày 26 tháng 5 năm 1989, ông là Sư đoàn phó Sư đoàn Phòng không 363, Quân chủng Phòng không
Tháng 1 năm 1991, ông là Sư đoàn phó Sư đoàn Phòng không 361, Quân chủng Phòng không
Tháng 12 năm 1993, ông là Sư đoàn trưởng Sư đoàn Phòng không 365, Quân chủng Phòng không
Tháng 6 năm 2000, ông là Chủ nhiệm Hậu cần Quân chủng Phòng không-Không quân
Tháng 9 năm 2005, Phó Tư lệnh Quân chủng Phòng không-Không quân
- Thiếu tướng [2] (2.2006).
- Năm 2010, nghỉ hưu.

## Khen thưởng
- Huân chương Quân công hạng Ba
- Huân chương Chiến công (hạng Nhất)
- Huân chương Kháng chiến chống Mỹ hạng Ba.
- Huân chương Chiến sĩ vẻ vang (hạng Nhất, Nhì, Ba)
- Huy chương Quân kỳ quyết thắng.
- Huy hiệu 30, 40, 45 năm tuổi Đảng.